# Jan Stegeman
Johannes Gradus (Jan) Stegeman (Soerabaja, 28 mei 1940 - Wassenaar, 26 oktober 2015) was een Nederlands beroepsfotograaf.

## Opleiding
Jan was zoon van luitenant ter zee (LTZ) en latere vice-admiraal Johannes Gradus Stegeman en Amamlie Ernestina Jacoba Salomons, wonende aan de Kapoeastraat in Soerabaja. Hij werd geboren in het Darmo-Ziekenhuis in Soerabaja. Vanaf 1952 tot 1959 doorliep hij de HBS. Vanaf 1960 tot 1964 studeerde hij fotografie en grafische vormgeving aan de Koninklijke Academie in Den Haag. Hij was daar een leerling van fotograaf Jan van Keulen (1913-1994) en grafisch ontwerper Ootje Oxenaar.

## Carrière
Hij werkte vanaf 1977 in het buitenland als fotojournalist voor onder andere Novib en verschillende andere derde-wereldorganisaties. In 1980 exposeerde hij zijn werk in het Museon.
In Wassenaar werkte hij als vaste fotograaf voor het Wassenaars Nieuwsblad. Daarnaast was hij als oprichter actief in de Vereniging van Wassenaarse Beeldende Kunstenaars, de latere Kunstgroep Wassenaar. Hij was vanaf 1992 – juni 2005 voorzitter van deze vereniging. Hij was ook actief in de Wassenaarse gemeentepolitiek in achtereenvolgens de Lijst Oosterling, Open Appèl en ten slotte als gemeenteraadslid voor de PvdA.
In 2000 verscheen in een oplage van 500 stuks een boek met foto's van zijn hand met de titel Drijfveren. Hij werkte ook als fotograaf mee aan andere boeken, zoals Een tijdsbeeld van Wassenaar. Foto's uit de periode 1945 - 1985 van auteur Robert van Lit, en de wandelgids Wassenaar en Omstreken, een heruitgave in facsimile van de wandelgids van Eduard C. Houbolt.
In 2015 ontving Stegeman de gemeentelijke legpenning van de gemeente Wassenaar voor zijn verdiensten.